# Literatura białoruska
Literatura białoruska – literatura w języku białoruskim, która powstała na ziemiach współczesnej Białorusi, jak i poza jej granicami. Jej geneza sięga czasów Rusi Kijowskiej, gdy rozpoczęło się kształtowanie piśmiennictwa staroruskiego. Wyodrębnienie się literatury białoruskiej nastąpiło na przełomie XIV–XV wieku, a jej rozkwit przypadł na XVI–XVII wiek.
Język ruski (starobiałoruski) był językiem urzędowym w Wielkim Księstwie Litewskim do 1696, kiedy ostatecznie ustaliła się tam supremacja języka polskiego. W języku ruskim został spisany Statut Litewski oraz powstawały dzieła polemiczne i religijne. W 1517 roku Franciszek Skaryna w Pradze wydał pierwszą książkę w języku starobiałoruskim. W XVII wieku – w czasach działalności Symeona Połockiego – nastąpił rozwój sylabicznej poezji barokowej i dramatu szkolnego. W XVIII wieku białoruskie piśmiennictwo upadło, odrodziło się na początku XIX wieku – w epoce romantyzmu. W pierwszej połowie XIX wieku powstał poemat parodystyczny anonimowego autora Taras na Parnasie, na terenach białoruskich działali romantycy Jan Barszczewski, Jan Czeczot, Wincenty Dunin-Marcinkiewicz, Aleksandr Rypiński. W drugiej połowie XIX wieku w literaturze białoruskiej rozpoczął się okres realizmu. Do przedstawicieli tego nurtu należeli Franciszek Bohuszewicz, Adam Hurynowicz i Janka Łuczyna. Po rewolucji 1905–1907 roku w Wilnie wydawano pierwsze białoruskie gazety. „Nasza Dola” ukazywała się w 1906 roku, „Nasza Niwa” wychodziła w latach 1906–1915. Wokół tych wydawnictw zaczęło się kształtowanie pierwszego środowiska literatów o sprecyzowanych poglądach przynależności do narodu białoruskiego. Wśród nich znaleźli się Maksim Bahdanowicz, Janka Kupała, Jakub Kołas, Zmitrok Biadula, Maksim Harecki, Aleś Harun, Ałaiza Paszkiewicz. Literatura białoruska przed I wojną światową łączyła w sobie cechy romantyczne, realistyczne i modernistyczne. Przed utworzeniem Białoruskiej Republiki Ludowej w 1918 roku dzieła literackie poświęcane były przede wszystkim problematyce społecznej i nosiły charakter patriotyczny.
W 1919 roku powstała Białoruska Socjalistyczna Republika Radziecka. W 1922 roku rozpoczęto wydawania czasopisma „Połymia”. W latach 1923–1928 ukazywał się periodyk „Maładniak”, w latach 1926–1931 – „Uzwyszsza”, wokół których koncentrowała się działalność pisarzy białoruskich, zarówno starszego, jak i młodszego pokolenia. Należeli do nich poeci Michaś Czarot, Uładzimir Dubouka, Andrej Aleksandrowicz, Aleś Dudar, prozaicy Maksim Harecki, Ciszka Hartny, Kuźma Czorny, dramatopisarze Jeuscihniej Mirowicz, Michajła Hramyka. Poza granicami BSRR literatura białoruska rozwijała się w Kownie, Wilnie i Pradze. W tych miastach tworzyli Michaś Maszara, Pilip Piestrak, Kazimir Swajak, Maksim Tank. W 1932 roku założono wydawnictwo Litaratura i mastactwa. W 1934 roku utworzono Związek Pisarzy Białoruskiej SRR. W twórczości literatów zapanował socrealizm. Głównymi przedstawicielami tego nurtu byli Piatro Hlebka i Piatruś Brouka. Inne organizacje literackie uległy delegalizacji, a ich członków oskarżono o nacjonalizm i zastosowano wobec nich represje.
Literatura białoruska po II wojnie światowej przesiąknięta była tematyką wojenną i motywami budowy socjalizmu. W tym czasie ukazały się powieści Janki Bryla, Iwana Mieleża, Pilipa Piestraka, Iwana Szamiakina. W połowie lat sześćdziesiątych XX wieku literatura białoruska nawiązywała do tematów narodowych, społecznych, historycznych, moralnych. Pojawiła się tendencja do uzyskania przez literatów swobody wyrazu. W tym okresie tworzyli Wasil Bykau, Janka Bryl, Uładzimir Karatkiewicz, Andrej Makajonak, Iwan Ptasznikau, Aleś Razanau. Współcześnie literatura białoruska na nowo odkrywa twórczość pisarzy, działających na emigracji, jak Natalla Arsienniewa, Masiej Siadniou, Aleś Saławiej.

## Geneza literatury białoruskiej
Literatura białoruska kształtowała się na gruncie piśmiennictwa staroruskiego, które należy do wspólnego dziedzictwa literatury białoruskiej, rosyjskiej i ukraińskiej. Geneza piśmiennictwa staroruskiego sięga X wieku, gdy w 988 roku Ruś Kijowska przyjęła chrześcijaństwo, a wraz z nim bizantyjskie wzory kulturowe. Na ziemiach białoruskich istniały w epoce Rusi Kijowskiej gatunki, zapożyczone ze starożytności. Treść utworów literackich wyróżniała się powagą treści i tematyki. Przeważały utwory o charakterze religijnym.
Początkowo na Rusi wykorzystywano teksty sakralne i świeckie, tłumaczone na terenie Bułgarii z języka greckiego na staro-cerkiewno-słowiański na potrzeby Cerkwi i dworu wielkoksiążęcego. Z czasem, gdy z Południowej Słowiańszczyzny zapożyczono alfabet cyrylicki, mnisi ruscy zaczęli sami tłumaczyć z greki bizantyjskiej na staro-cerkiewno-słowiański apokryfy, dzieła hagiograficzne, teksty patrystyczne, kompilacje kronik bizantyjskich, encyklopedie przyrodnicze i opowieści fantastyczne, tworząc tym samym ruskie redakcje tych tekstów. Gdy na Rusi zaczęły powstawać dzieła oryginalne, piśmiennictwo coraz bardziej przybierało cechy fonetyczne, syntaktyczne, leksykalne i morfologiczne lokalnego języka, uwzględniało także miejscowe realia. Są to zabytki piśmiennictwa staroruskiego, którego rozkwit przypadł na XI–XIII wiek.
Na terenach, gdzie współcześnie leży Białoruś, literatura pojawiła się wraz z chrześcijaństwem. Piśmiennictwo średniowieczne rozwijało się w stolicach księstw połockiego, turowskiego i smoleńskiego. W monasterach połockich przepisywano teksty religijne, prowadzono latopis, zachowały się dokumenty oficjalne i teksty użytkowe, w XII wieku został spisany żywot świętej Eufrozyny połockiej. W Turowie działał Cyryl Turowski, autor homilii, mów, listów, przypowieści i modlitw.

## Piśmiennictwo starobiałoruskie

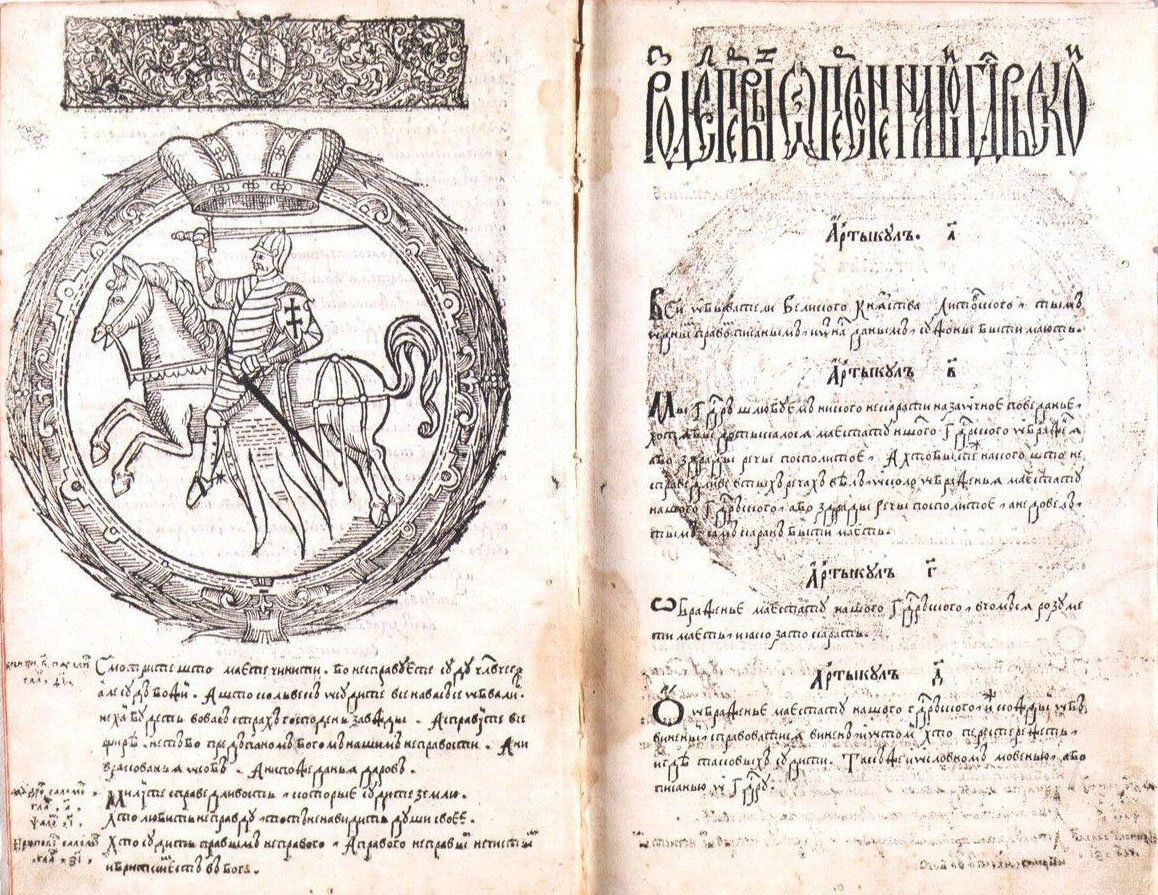
Fragment Statutu Wielkiego Księstwa Litewskiego z 1588 roku

W XV wieku rozpoczął się okres kształtowania się piśmiennictwa starobiałoruskiego, różniącego się pod względem cech językowych, leksykalnych, gramatycznych i fonetycznych od rosyjskiego i ukraińskiego. Wyodrębnienie kultury i języka starobiałoruskiego ze wschodniosłowiańskiej wspólnoty staroruskiej było uwarunkowane sytuacją polityczną tych obszarów w XIII–XIV wieku, to jest od okresu najazdów tatarskich do podbojów ziem białoruskich przez władców litewskich. Książęta litewscy przyjęli od stojącej na wyższym stopniu rozwoju cywilizacyjnego Rusi wzorce zarówno polityczne, jak i kulturowe. Za panowania Olgierda w Wielkim Księstwie Litewskim język starobiałoruski otrzymał status języka oficjalnego. Poczynając od epoki renesansu powstawały dzieła o charakterze prawniczo-politycznej, pojawiały się nowe dla literatury starobiałoruskiej gatunki i rodzaje literackie, jak poezja, literatura polemiczna, proza pamiętnikarska, dramat.

### Literatura użytkowa
Do rozwoju literackiego języka białoruskiego przyczyniły się pochodzące z XV–XVI wieku zabytki piśmiennictwa starobiałoruskiego, należące do literatury użytkowej. Najstarszymi tego typu zabytkami są Metryka Litewska i Sudiebnik Kazimierza Jagiellończyka, sporządzone w XV wieku. Metryka Litewska jest zbiorem dokumentów z kancelarii wielkich książąt litewskich. Zawiera dokumentację oficjalną, korespondencję władców, zapisy spraw sądowych. Język dokumentów posiada cechy fonetyczno-morfologiczne, takie jak „ciekanie”, „dziekanie”, „akanie”, a ich treść przedstawia ówczesne realia geograficzno-historyczne i obyczajowe. Podobne cechy językowe ma pochodzący z 1468 roku Sudiebnik Kazimierza Jagiellończyka, który jest zbiorem ustaw prawnych. Do XVI-wiecznych zabytków piśmiennictwa białoruskiego należą Statuty Wielkiego Księstwa Litewskiego, wydane w latach 1529, 1566 i 1588, zawierające obowiązujące w całym państwie przepisy prawa publicznego, prywatnego i karnego.

### Dziejopisarstwo
Zabytkami literatury starobiałoruskiej są latopisy północno-zachodnio-ruskie, powstałe w XIV wieku, a zachowane w kompilacjach i odpisach z XV i XVI wieku, na przykład, doprowadzona do 1446 roku kronika Pokrewieństwo książąt litewskich, znana także pod tytułem Początek rodu litewskiego. Charakter ich narracji zmienił się: w odróżnieniu od latopisów staroruskich, które zawierały chronologiczny opis dziejów, kroniki litewskie tworzyły pragmatyczny wykład historii Rusi i Litwy, zawierały także liczne dygresje narracyjno-epickie. XVI-wieczna Kronika Wielkiego Księstwa Litewskiego i Żmudzkiego jest zbeletryzowaną narracją o pochodzeniu szlachty litewsko-białoruskiej od rzymskiego patrycjusza Palemona, który po ucieczce przed okrutnym Neronem osiadł na Żmudzi i został protoplastą rodu książęcego i wielu rodów arystokratycznych. Dzieło kończy się podaniem o założeniu Wilna przez Giedymina. Treść kroniki zawiera wątki litewskie, lecz została napisana w języku starobiałoruskim. Powstała w połowie XVI wieku Kronika Bychowca łączy treści bajeczne, zapożyczone z Kroniki Wielkiego Księstwa Litewskiego i Żmudzkiego, z autentycznymi wydarzeniami z historii państwa litewskiego od XIV wieku do 1505 roku. Dzieło jest niespójne pod względem kompozycyjnym i faktograficznym. W aspekcie lingwistycznym zawiera cechy stylistyczne ówczesnego języka z okolic Słucka i Nowogródka.

### Literatura polemiczna

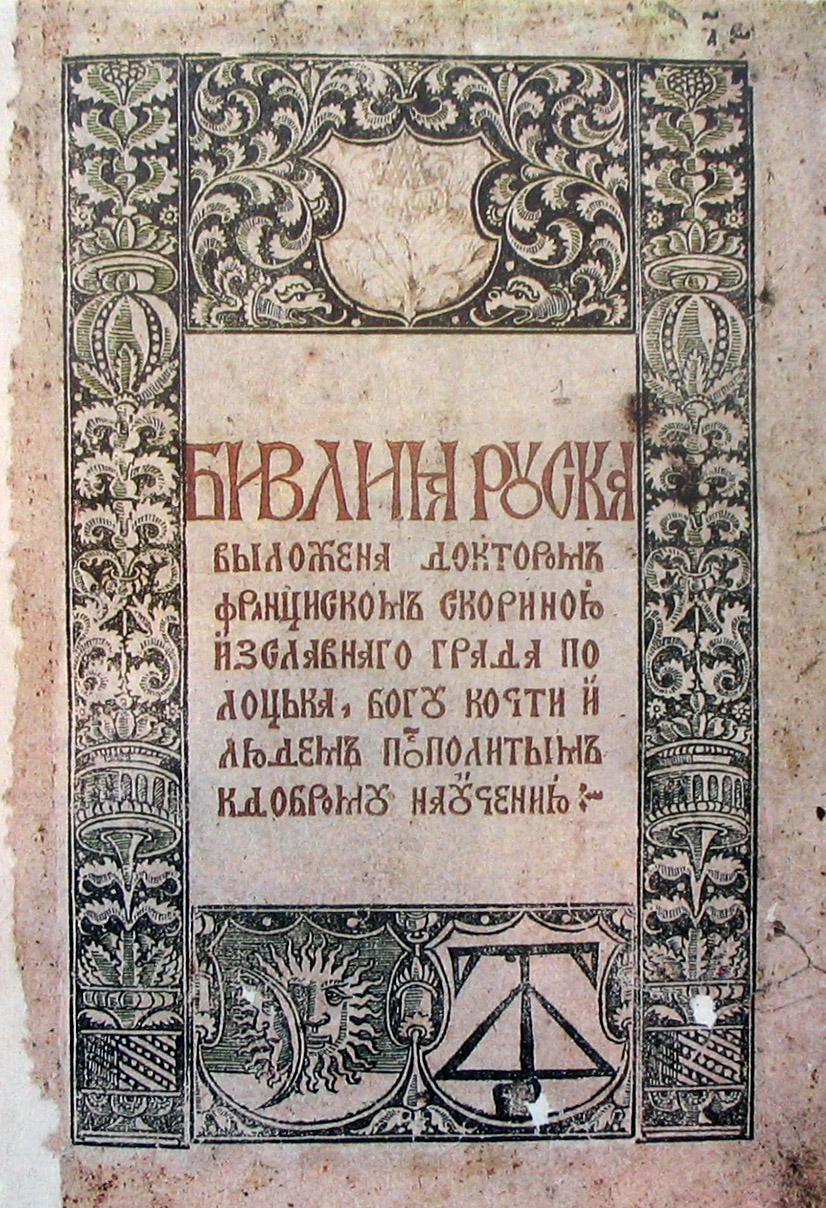
Strona tytułowa Biblii ruskiej Franciszka Skaryny z 1517 roku

Przyjęcie przez Jagiełłę chrztu w obrządku rzymskokatolickim spowodowało włączenie Wielkiego Księstwa Litewskiego w krąg wpływów polskich i łacińskich. Tolerancja religijna i kulturowa przyczyniła się do przenikania na Białoruś zachodnioeuropejskich prądów umysłowych: bałkańskiego bogomilstwa, czeskiego husytyzmu, pruskiego i kurlandzkiego luteranizmu i kalwinizmu. Na miejscu działalność prowadziły prawosławne bractwa. Następstwem ścierania się różnych wyznań i prądów umysłowych było pojawienie się w piśmiennictwie starobiałoruskim nowych form literackich.
Głównymi przedstawicielami starobiałoruskiej literatury polemicznej doby reformacji byli Szymon Budny i Wasil Ciapiński. W 1562 roku Szymon Budny wydał w Nieświeżu protestancki Katechizm i traktat O usprawiedliwieniu grzesznego człowieka przed Bogiem, w którym zawarł poglądy antykatolickie. Język traktatu był wyszukany, dzieło zawierało liczne alegorie. Nie zachowało się do naszych czasów. Pochodzący z Połocka socynianin Wasil Ciapiński stał na stanowisku, że należy bronić ojczystej mowy zarówno przed polonizacją, jak i wpływem języka staro-cerkiewna-słowiańskim, który nie pozwala jej rozwinąć się.
W 1596 roku podpisano unię brzeską. Wśród duchowieństwa prawosławnego, które odmówiło jej przyjęcia nasilały się nastroje antyunijne. Do przedstawicieli antyunijnej literatury polemicznej należeli Krzysztof Filaret i Leoncij Karpowicz, Melecjusz Smotrycki i Ławrentij Zyzanij-Tustanowski. Zarówno Filaret, autor wydanego w Ostrogu książki Apokrisis albo Odpowiedź na książki o soborze brzeskim dane rychle przez Krzysztofa Filaleta w imieniu wiernych starożytnej religii greckiej, jak i Leoncij Karpowicz, który w 1615 roku wydał w Wilnie zbiór homilii Kazanije dwoje, zawarli w swoich dziełach poglądy, skierowane przeciwko elementom zachodniej kultury i religii. Twórczość Melecjusza Smotryckiego w okresie, gdy był gorliwym obrońcą prawosławia, nacechowana była patosem, zawierała wątki religijne i patriotyczne. Ławrentij Zyzanij-Tustanowski swoją działalność rozpoczął od wydania w Wilnie w 1596 roku Nauki czytania i rozumienia pisma słowiańskiego – pierwszego elementarza na ziemiach białoruskich i ukraińskich. Pozostał wierny prawosławiu, w 1627 roku wydał Katechizm. Ze względu na geograficzny zasięg działalności Smotrycki i Tustanowski są zaliczani do działaczy, którzy wywarli wpływ na literaturę białoruską i ukraińską.
Poczynając od XVII wieku, w piśmiennictwie białoruskim zachodziły wyraźne zmiany. Podpisanie unii lubelskiej zapoczątkowało proces włączenia ziem ruskich w krąg wpływów zachodnich. Stopniowo język polski i łacina wypierały język starobiałoruski z druku i życia publicznego. Tendencje te znalazły odzwierciedlenie w dwóch satyrach, pochodzących z XVII wieku: Mowa Iwana Mieleszki i List do Obuchowicza.

### Przekłady
Na skutek zacieśnienia kontaktów kulturowych Wielkiego Księstwa Litewskiego z Polską do piśmiennictwa starobiałoruskiej zaczęły przenikać nowe motywy literackie. Na język starobiałoruski przekładano z języków polskiego i serbskiego popularne w ówczesnej Europie fragmenty dzieł fantastyczno-przygodowych i średniowiecznych romansów. Należą do nich, na przykład, Opowieść o Troi, Opowieść o Attyli, Opowieść o królewiczu Bowie, Tristan i Izolda.
W latach 1517–1519 Franciszek Skaryna, który jest uważany za ojca piśmiennictwa i drukarstwa białoruskiego, wydawał w Pradze w założonej przez siebie drukarni własne tłumaczenie Biblii z języka staro-cerkiewno-słowiańskiego na starobiałoruski. Księgi zaopatrzył we wstęp, posłowie, komentarze oraz wierszowane dedykacje i streszczenia lub parafrazy. We wprowadzeniach wyjaśniał motywy, które kierowały nim podczas pracy. W 1525 roku w Wilnie Skaryna wydał Apostoła, będącego tłumaczeniem Dziejów Apostolskich.
W okresie reformacji w 1580 roku Wasil Ciapinski w założonej przez siebie drukarni w Ciapinie wydał własne tłumaczenie Ewangelia. Pod koniec XVI wieku tłumaczono ówczesne kroniki polskie Marcina Bielskiego i Macieja Stryjkowskiego.

### Pamiętnikarstwo
Na przełomie XVI i XVII wieku w literaturze białoruskiej narodziło się pamiętnikarstwo. Jednym z pierwszych przedstawicieli tego gatunku był Teodor Jewłaszewski, autor Dziennika z lat 1564–1604. Pamiętnik został napisany stylem gawędziarskim bogatym w polonizmy językiem. Anonimowy autor Kroniki Barkułabowskiej opisał dzieje wsi Berkułabowo pod Mohylewem w latach 1562–1618. Styl utworu jest prosty, a kompozycja odbiega od schematów kronik ruskich.

## Białoruscy pisarze

### Renesans
- Mikołaj Hussowczyk

### XVII–XVIII wiek
- Andrzej Rymsza
- Symeon Połocki

### XIX wiek
- Franciszek Bohuszewicz
- Jan Barszczewski
- Wincenty Dunin-Marcinkiewicz
- Adam Hurynowicz
- Wincenty Konstanty Kalinowski
- Janka Łuczyna
- Wikiencij Rawinski
- Kanstancin Wieranicyn(inne języki)
- Wojnisław Kazimierz Sawicz-Zabłocki

### XX wiek
- Wiaczasłau Adamczyk
- Aleś Adamowicz
- Franciszak Alachnowicz
- Ihar Babkou
- Maksim Bahdanowicz
- Ryhor Baradulin
- Piatruś Brouka
- Janka Bryl
- Hienadź Buraukin
- Wasil Bykau
- Ciotka (Ałaiza Paszkiewicz)
- Michaś Czarot
- Kuźma Czorny
- Uładzimir Dubouka(inne języki)
- Aleś Dudar(inne języki)
- Łarysa Hienijusz
- Nił Hilewicz
- Jauhienija Janiszczyc
- Sokrat Janowicz
- Wiktar Karamazau
- Uładzimir Karatkiewicz
- Wiktar Kaźko
- Jakub Kołas
- Kandrat Krapiwa(inne języki)
- Arkadź Kulaszou(inne języki)
- Janka Kupała
- Michaś Łyńkou
- Andrej Makajonak
- Łarysa Marozawa
- Mikoła Matukouski
- Iwan Mieleż
- Iwan Nawumienka
- Pimien Panczanka
- Aleś Pietraszkiewicz
- Pawieł Prudnikau
- Jazep Puszcza
- Aleś Razanau
- Janka Sipakou(inne języki)
- Iwan Szamiakin
- Maksim Tank
- Franciszak Umiastouski
- Anatol Wiarcinski
- Siarhiej Zakonnikau
- Uładzimir Żyłka

### XXI wiek
- Oleg Gruszecki
- Ludmiła Rubleuska

## Grupy i kierunki literackie
- Białowieża – ugrupowanie literackie i stowarzyszenie pisarzy białoruskich, działające w Polsce od 1958[18]
- Młodnik – białoruskie stowarzyszenie literackie działające w ZSRR w latach 20. XX w.[19]
- „Nasza Niwa” – czasopismo społeczno-kulturalne ukazujące się w latach 1906–1915 i grupa twórców z nim związanych, istotne dla rozwoju współczesnej literatury białoruskiej[20]
- Płomień – grupa literacka założona w 1927 przez J. Kupałę i J. Kołasa[21]
- Wyżyna – ugrupowanie literackie założone w Mińsku w 1926 przez pisarzy, którzy opuścili Młodnik[22]